# Caitlin Carver

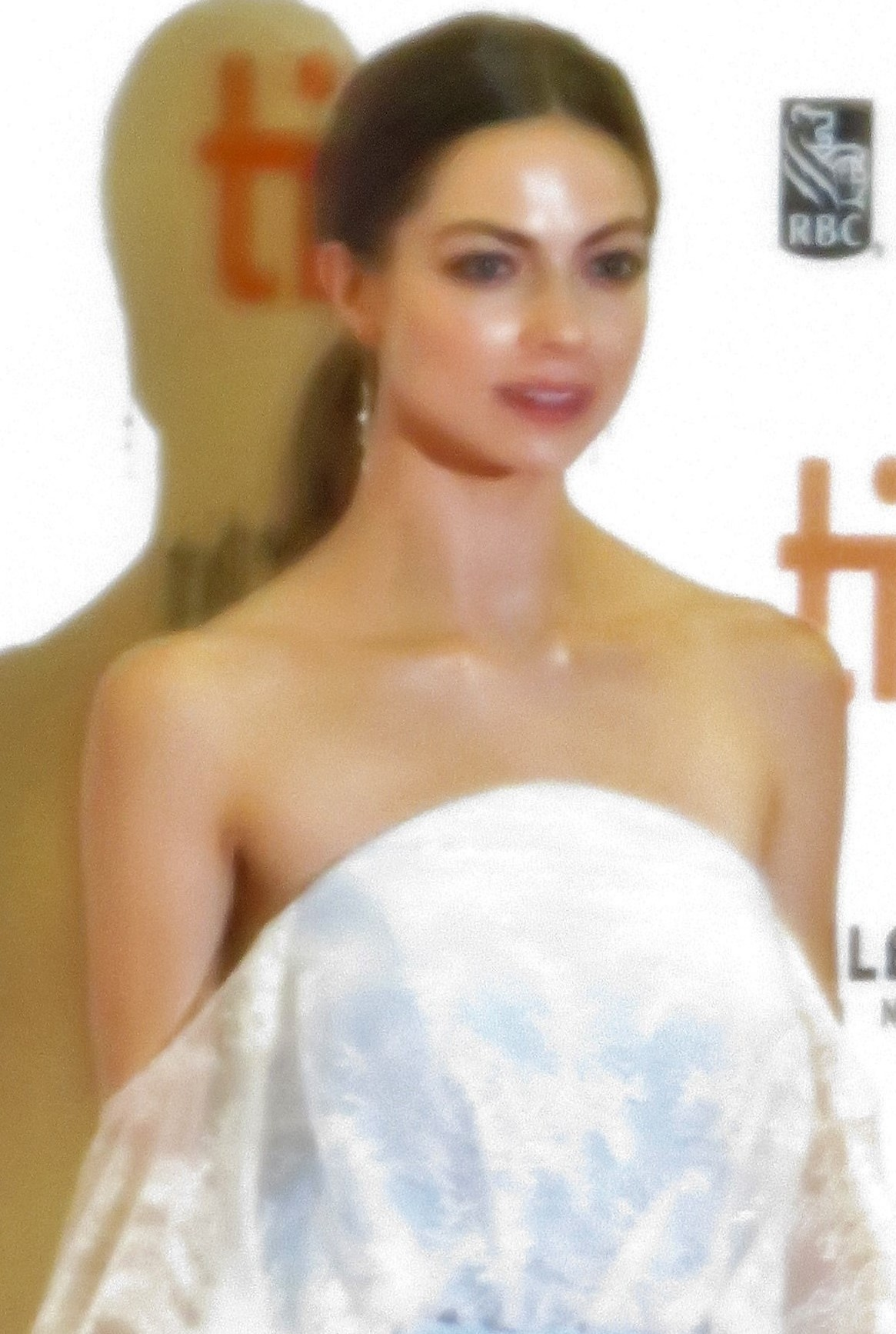
Caitlin Carver bei der Premiere von I, Tonya beim Toronto International Film Festival 2017

Caitlin Carver (* 31. März 1992 in Monrovia, Alabama) ist eine US-amerikanische Schauspielerin und Tänzerin.

## Karriere
Carver wurde in Monrovia bei Huntsville geboren und begann mit zwei Jahren zu tanzen. Sie besuchte die Sparkman High School in Harvest, Alabama und nahm bis 2010 an einer Theater-AG teil.
Während sie nach der Schule eine Schauspielausbildung absolvierte, arbeitete sie nebenbei als Tänzerin mit Künstlern wie Beyoncé, Ne-Yo und Pitbull. Auch in einigen Fernsehserien wie Nashville, Glee und Parks and Recreation tanzte sie.

## Filmografie (Auswahl)

### Filme
- 2015: Margos Spuren (Paper Towns)
- 2015: Impact Earth
- 2015: From the Top (Fernsehen)
- 2017: The Rachels (Fernsehen)
- 2017: I, Tonya
- 2018: The Matchmaker's Playbook
- 2022: Diamond in the Rough
- 2023: Hayseed

### Serien
- 2012: So Random!
- 2012–2013: Nashville
- 2013: Southland
- 2013: Glee
- 2013–2014: Parks and Recreation
- 2013: Twisted
- 2013–2014: Hit the Floor
- 2014–2016: The Fosters
- 2015: Stalker
- 2015: Blood & Oil
- 2015: Heroes Reborn
- 2016: Navy CIS (NCIS)
- 2016: Timeless
- 2017: Freakish
- 2017–2021: Dear White People (16 Folgen)
- 2018: S.W.A.T.
- 2022–2023: Chicago Fire (9 Folgen)